# Ahmad Khaled Towfeq

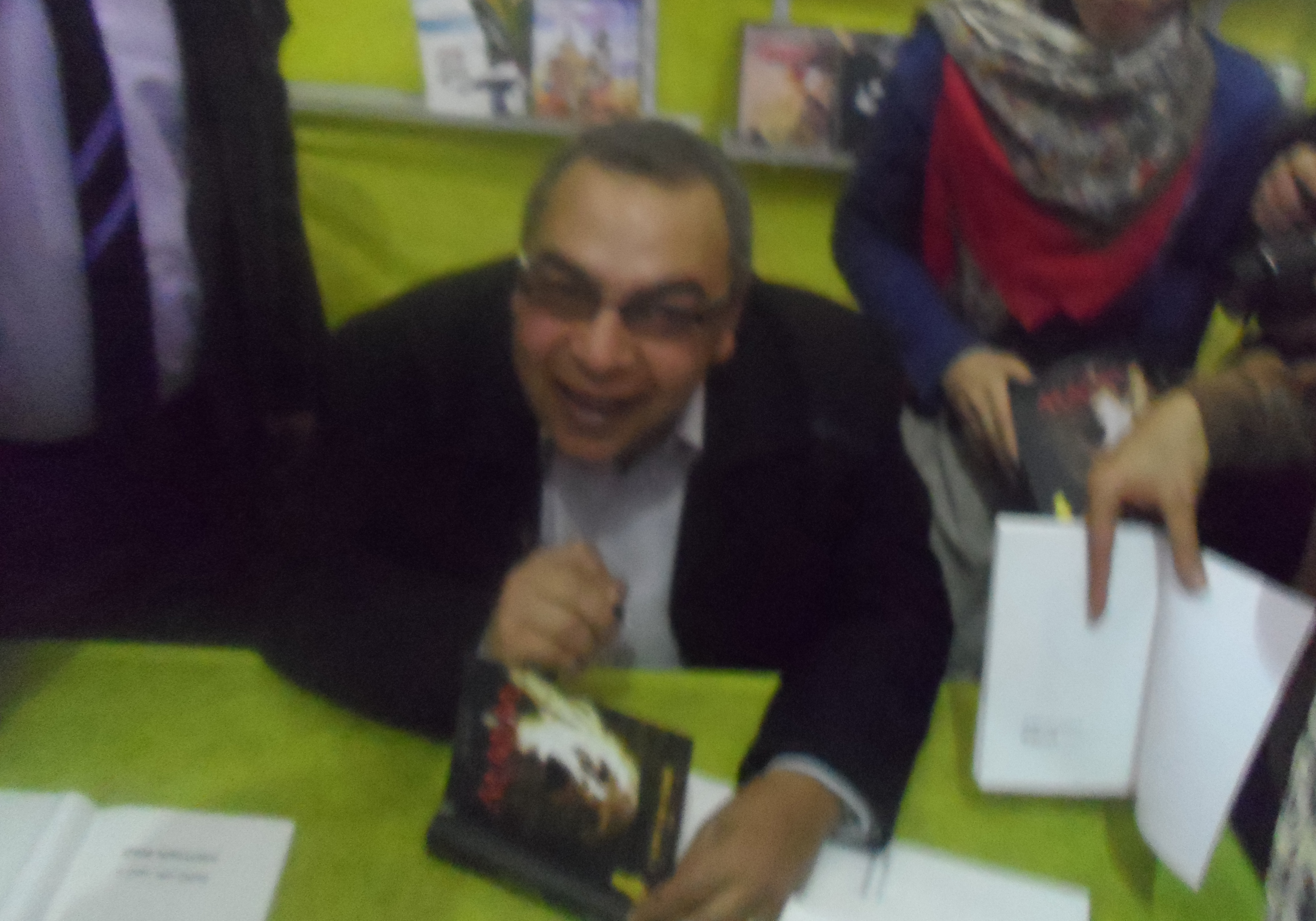
Ahmad Khaled Towfeq (2013)

Ahmad Khaled Towfeq (arabisch أحمد خالد توفيق, DMG Aḥmad Ḫālid Taufīq, mit vollem Namen Ahmad Khaled Towfeq Farrag; * 10. Juni 1962 in Tanta; † 2. April 2018 in Kairo) war ein ägyptischer Autor.

## Leben
Towfeq besuchte ab 1985 die medizinische Fakultät an der Tanta Universität. 1997 wurde er promoviert. 1992 trat er dem Modern Arab Association-Verlag bei und begann im folgenden Jahr erstmals Romane zu schreiben.

## Werke
- Utopia. ISBN 978-3857877896[1][2]
- Al-Singa. ISBN 978-9992195741[3]
- Just Like Icarus.[4]